# Schwarzatal
Schwarzatal is een gemeente in de Duitse deelstaat Thüringen, en maakt deel uit van de Landkreis Saalfeld-Rudolstadt. Schwarzatal is in 2019 ontstaan, en direct met de status van landgemeente en stad bekleed.
Schwarzatal werd toen meteen een deel van de Verwaltungsgemeinschaft Schwarzatal. Binnen dit samenwerkingsverband  verkreeg Schwarzatal de positie van Erfüllende Gemeinde. Dit houdt o.a. in, dat te Schwarzatal het overkoepelende bestuur van de Verwaltungsgemeinschaft Schwarzatal  is gevestigd. 
Schwarzatal telt 3.504 inwoners. De  gemeente ligt aan en ten oosten van het riviertje de Schwarza, en ligt ten zuiden van Rudolstadt. 
Schwarzatal bestaat uit de volgende 9 stadsdelen (Ortsteile):
Blumenau, Glasbach, Lichtenhain/Bergbahn, Mellenbach, Meuselbach, Oberweißbach/Thüringer Wald, waar het stadhuis staat, Obstfelderschmiede, Schwarzmühle en Zirkel.

## Geografie en infrastructuur
Schwarzatal ligt in het oostelijke gedeelte van het Thüringerwoud, dat door Duitse geografen Thuringer Schiefergebirge, Thüringer Leisteengebergte, genoemd wordt.
Grote, doorgaande verkeerswegen ontbreken in de gemeente. Wie het riviertje de Schwarza helemaal stroomafwaarts volgt, kan in Bad Blankenburg aansluiting vinden op Bundesstraßen naar Königsee, Rudolstadt (beide B88), en Saalfeld (B85). 
Door de gemeente loopt, langs de Schwarza, een kleine spoorlijn, de Schwarzatalbahn. In Obstfelderschmiede staat het dalstation van een bij toeristen populaire, bijna 4 km lange, kabelspoorweg, de Thüringer Bergbahn.
- Schwarzmühle, met een grote houtzagerij, grenst in het zuiden aan Katzhütte en ligt aan de Schwarza, stroomopwaarts van alle andere plaatsen in de gemeente.
- Meuselbach ligt 2 km ten zuidoosten van Schwarzmühle op een heuveltop. Het deelt met Schwarzmühle een stationnetje aan de Schwarzatalbahn. Ten oosten van het dorp ligt de 786 m hoge berg Meuselbacher Kuppe, met uitzichttorentje en kleine horecagelegenheid. Van hieruit zijn wandelingen mogelijk, en in strenge winters ook langlauftochten.
- Zirkel is een verder noordelijk gelegen gehucht, aan de Schwarza.
- Blumenau ligt ten oosten van Zirkel en is een straatdorpje langs de Schwarza.
- Mellenbach-Glasbach is een langgerekt wegdorp, dat zich voor het grootste deel uitstrekt langs de hoofdstraat, die vanuit Blumenau zuidwaarts loopt, de berg op. De andere kant op, loopt de weg langs de Schwarza noordwaarts, langs het stationnetje Mellenbach-Glasbach aan de Schwarzatalbahn. Voorbij dit station buigt de weg en de rivier oostwaarts af, naar:
- Obstfelderschmiede, opnieuw een langgerekt gehucht langs de Schwarza. Hiervandaan loopt de Thüringer Bergbahn zuidwaarts.
- Lichtenhain/Bergbahn ligt 2 km ten zuiden van Obstfelderschmiede. Aan de oostrand van dit dorpje staat een stationnetje aan de Thüringer Bergbahn.
- Oberweißbach/Thüringer Wald ligt aan dezelfde bergspoorbaan (en heeft een stationnetje), anderhalve km ten zuidoosten van Lichtenhain/Bergbahn. Het heeft zich tot hoofdplaats van de gemeente Schwarzatal ontwikkeld. In 2018 had het 1.664 inwoners. Van Oberweißbach, dat ten westen van buurdorp Meura ligt, is het niet ver naar de stuwdam en het grote stuwmeer  van Leubis-Lichte, dat te midden van een fraai, bebost heuvellandschap ligt. Te Oberweißbach begint een goed berijdbare binnenweg in noordelijke richting, die naar Unterweißbach loopt, en vandaar stroomafwaarts langs de Schwarza naar Sitzendorf, Schwarzburg en Bad Blankenburg. Niet ver ten oosten van Oberweißbach staat op de 784 m hoge Kirchberg de bijna 30 m hoge, in 1890 gebouwde uitzichttoren Fröbelturm, met kleine horecagelegenheid.

## Geschiedenis en economie
De dorpen in deze streek zijn doorgaans in de middeleeuwen ontstaan, rondom een kerkje of watermolen.
De meeste christenen in deze streek zijn, sedert de Reformatie in de 16e eeuw, evangelisch-luthers. De streek had tijdens de Dertigjarige Oorlog (1618-1648) veel ellende te verduren.
Van de 17e eeuw tot circa 1830 bestond in de streek rond Königsee en Oberweißbach een tamelijk unieke nijverheid. Van olie en (vermeend) geneeskrachtige kruiden werden op haarlemmerolie gelijkende producten gemaakt, die in die tijd als geneesmiddel werden beschouwd. De producten werden Olitäte genoemd. Ze werden in kleine glazen flesjes verpakt (het naburige Steinheid had een kleine glasfabriek). Daarna werden de middelen door marskramers in geheel Duitsland, en incidenteel zelfs daarbuiten, aan de man gebracht. De marskramers (Buckelapotheker) vervoerden de "medicijnen" op hun rug in een zogenaamd Reff. De handel in deze Olitäte was vooral in de 18e eeuw lucratief. Daarom kon men zich in Oberweißbach permitteren, in 1779 een voor de regio zeer groot, evangelisch-luthers, kerkgebouw  te stichten. Het godshuis heeft een fraai, laat-barok, interieur, en er kunnen meer dan tweeduizend gelovigen voor de kerkdienst een zitplaats vinden. De kerk wordt, vanwege de goede akoestiek, ook voor muziekuitvoeringen gebruikt. In 2004 kreeg het godshuis de naam Hoffnungskirche (Kerk van de Hoop). In 1745 werd in Meuselbach door enkele Olitäte-handelaars een geneesmiddelenfabriek opgericht, die in de 19e eeuw zowel kruidenpreparaten als reguliere medicijnen ging produceren. In de DDR-periode verwierf dit bedrijf (Krewel-Meuselbach) een grote afzetmarkt in Rusland en andere Oost-Europese landen. Na de Wende werd het bedrijf door een collega uit Eitorf overgenomen. In 1996 verhuisde de fabriek in Thüringen van Meuselbach naar Gehren. Er worden vooral middelen tegen hoest, verkoudheid, nervositeit en andere lichte gezondheidsklachten gemaakt; nog altijd is Oost-Europa een belangrijke afzetmarkt.
Van 1902 tot 2012 bestond te Oberweißbach de gloeilampenfabriek van NARVA, gespecialiseerd in kerstboomlampjes.
Na de Tweede Wereldoorlog ontwikkelde zich een intensief, hoewel na 1990 in betekenis afgenomen, maar nog steeds bestaand, toerisme naar deze streek in het Thüringerwoud.

### Gemeentelijke herindelingen

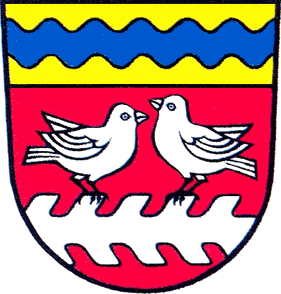
Voormalig wapen van Mellenbach-Glasbach
Voormalig wapen van Oberweißbach
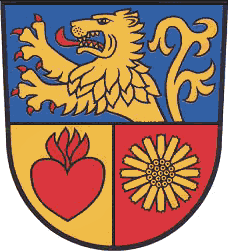
Voormalig wapen van Lichtenhain/Bergbahn

De voormalige gemeente Mellenbach-Glasbach is op 16 oktober 1923 gevormd door de fusie van de toenmalige gemeenten Blumenau, Mellenbach, Glasbach, Obstfelderschmiede en Zirkel. De gemeente maakte deel uit van de Verwaltungsgemeinschaft Mittleres Schwarzatal, tot deze op 1 januari 2019 fuseerde met de Verwaltungsgemeinschaft Bergbahnregion/Schwarzatal. Mellenbach-Glasbach fuseerde met Meuselbach-Schwarzmühle en Oberweißbach/Thür. Wald tot de gemeente Schwarzatal, die de hoofdplaats werd van de nieuwe Verwaltungsgemeinschaft.

## Bekende inwoners van de gemeente
- Friedrich Fröbel (1782 te Oberweißbach-1852), pedagoog en onderwijsvernieuwer. Aan hem is in Oberweißbach/Thüringer Wald, in zijn geboortehuis, een museum gewijd.
- Gerhard Pabst (Mellenbach, 13 februari 1934), trompettist in de jazz- en amusementsmuziek.

## Afbeeldingen

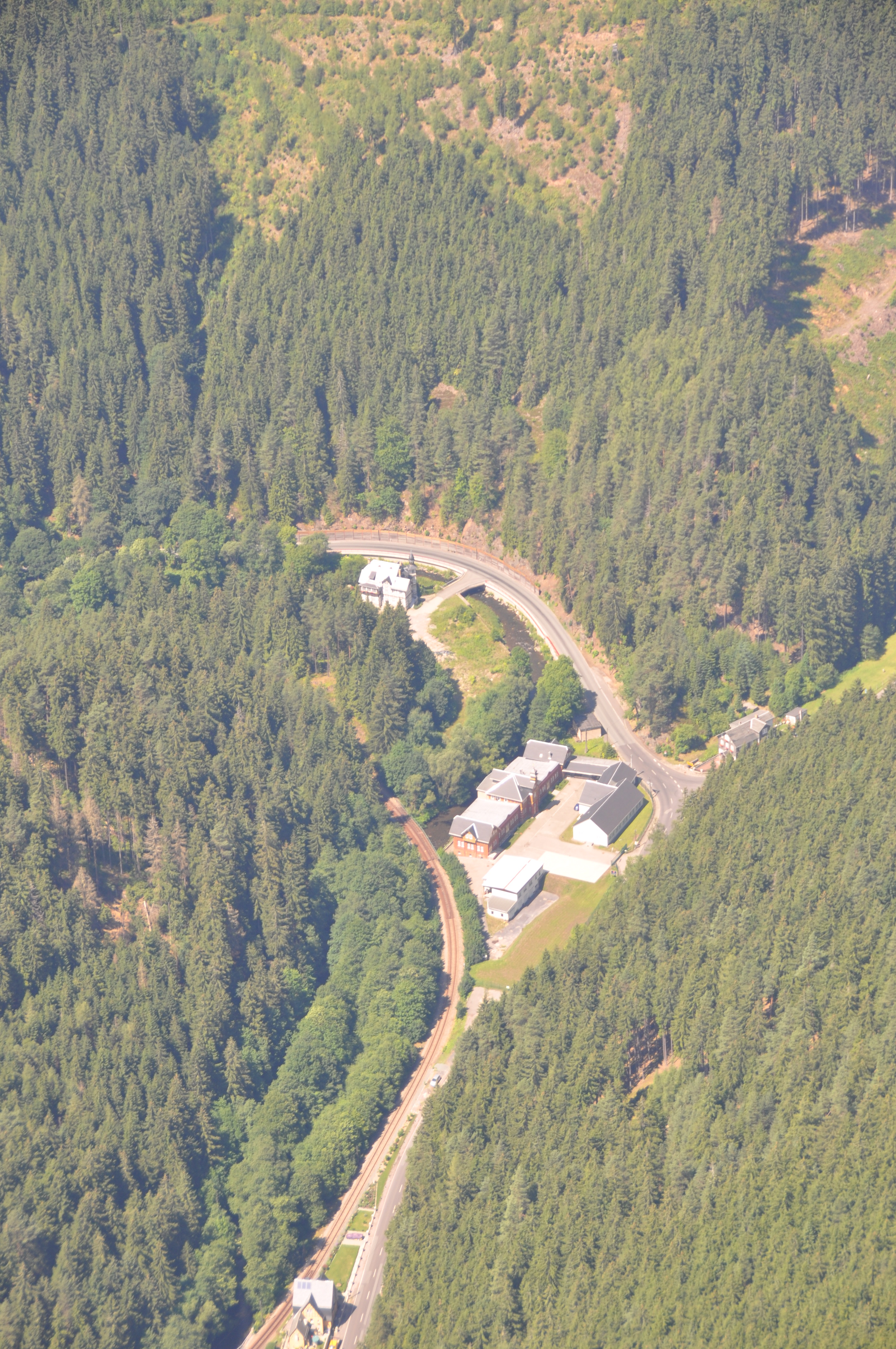
Het gehucht Zirkel
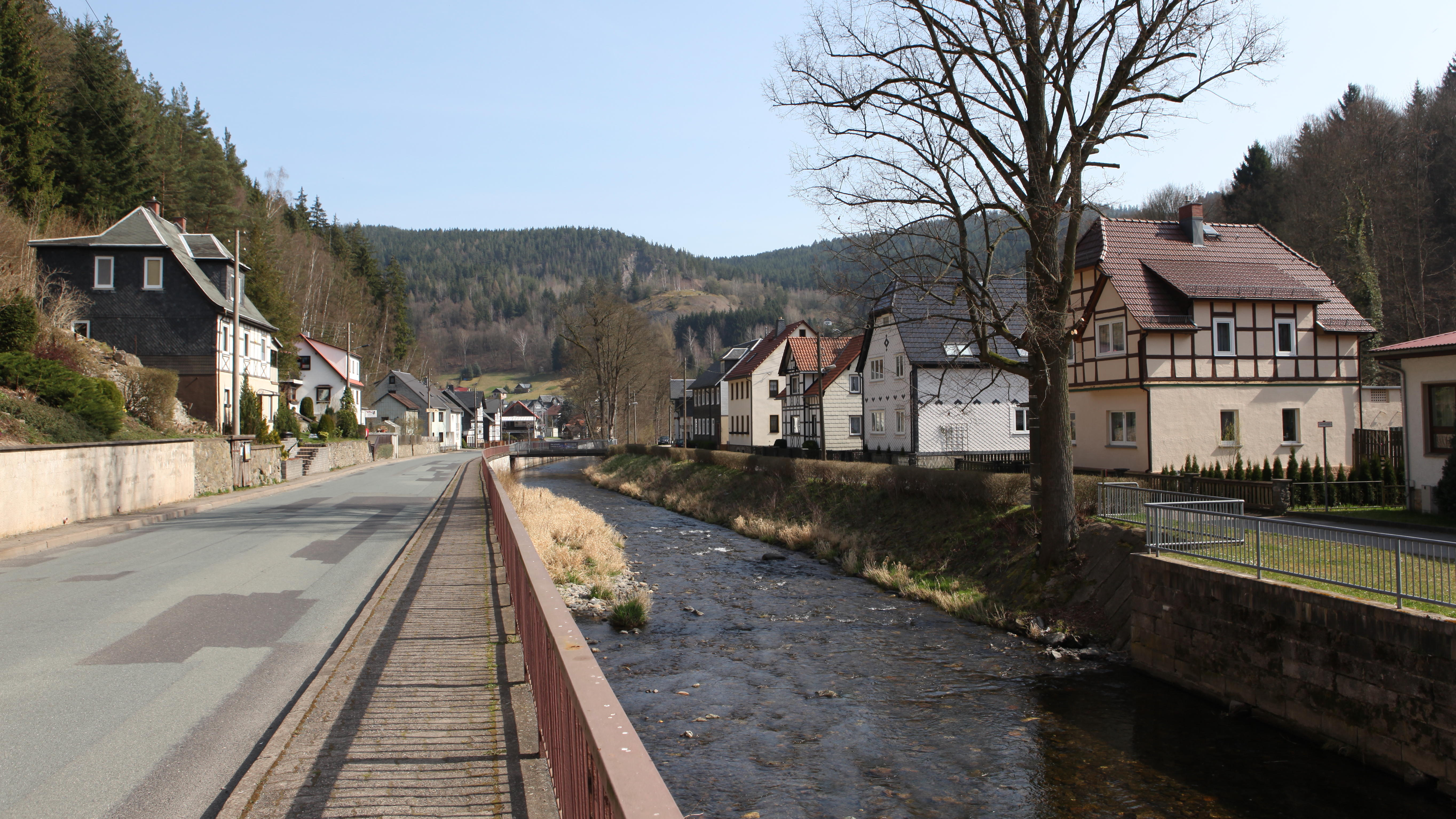
Blumenau aan de Schwarza
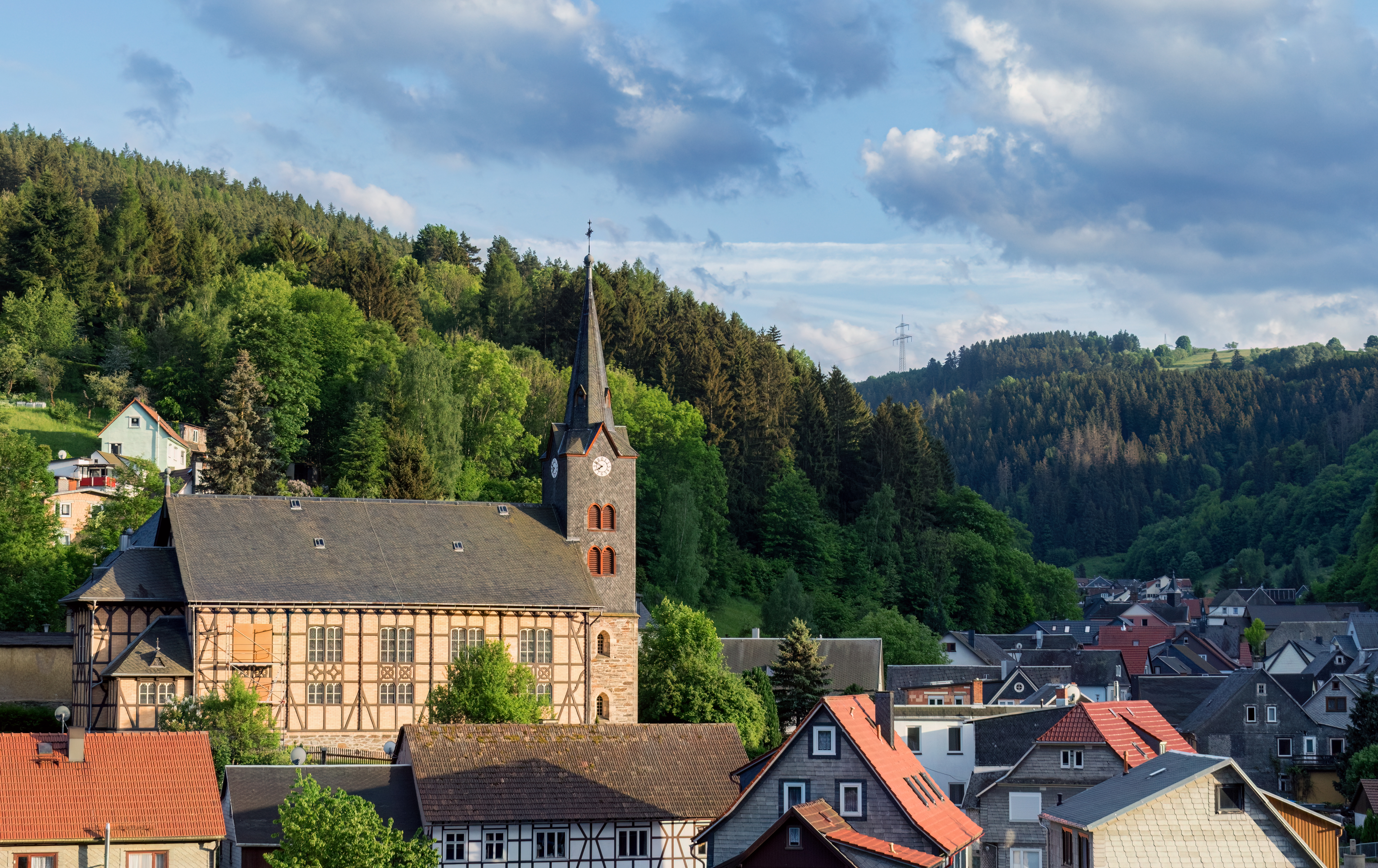
Mellenbach, Catharinakerk (1890), blik in zuidelijke richting
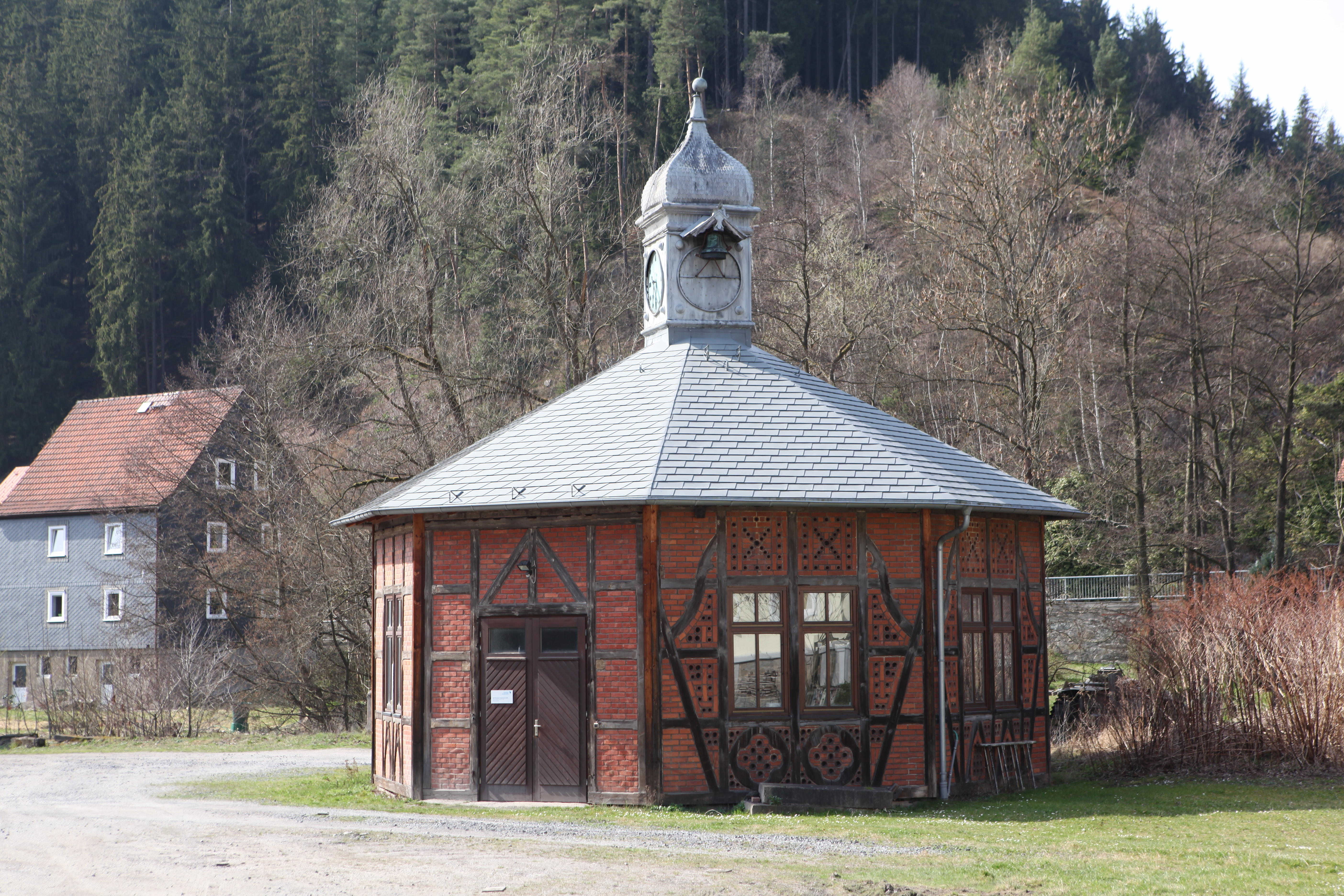
Glasbach, voormalige houtzagerij
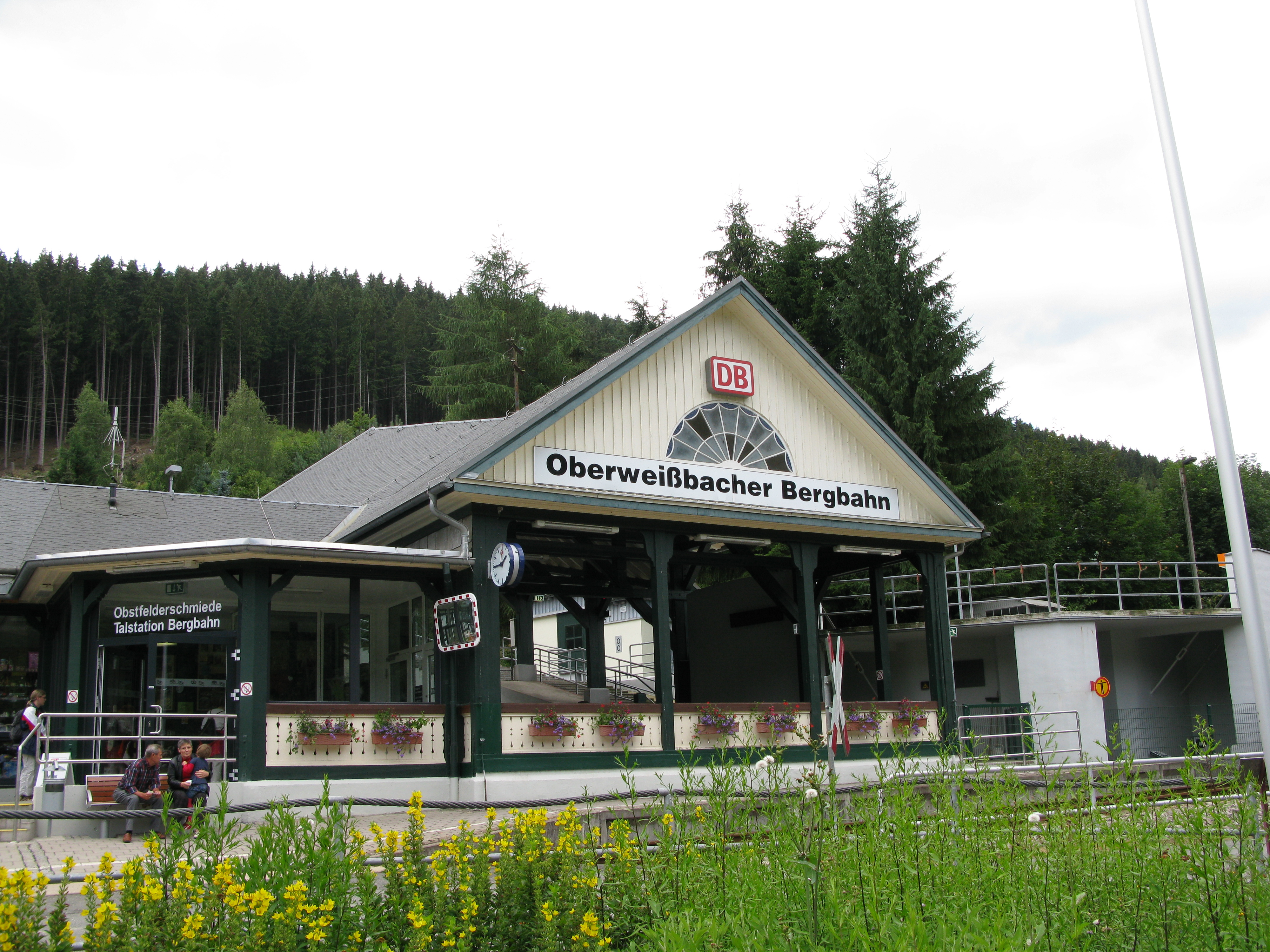
Obstfelderschmiede, dalstation
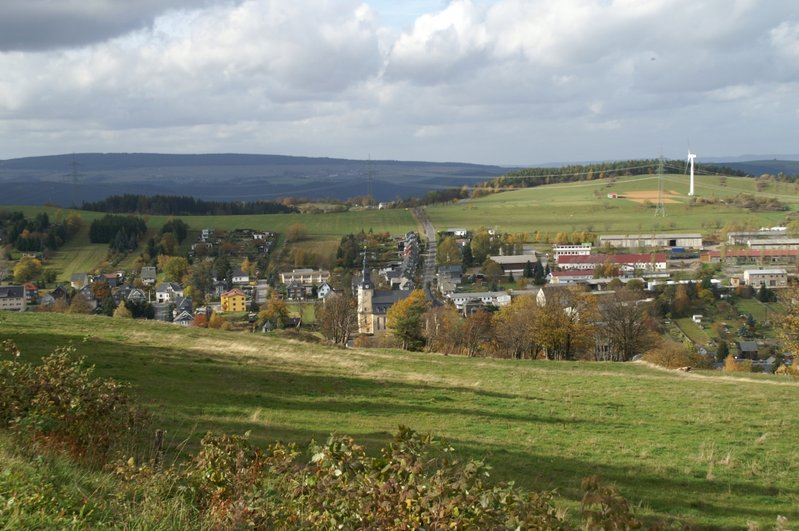
Gezicht op Oberweißbach
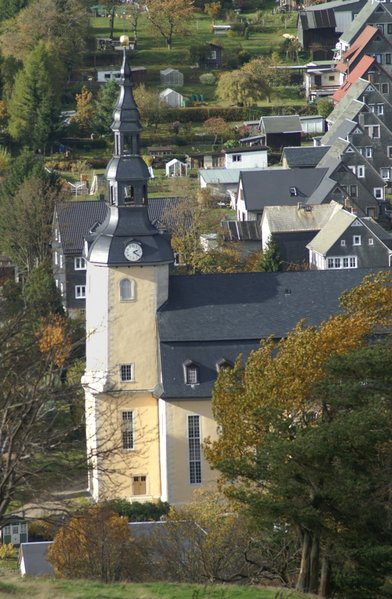
Kerk te Oberweißbach (Hoffnungskirche)
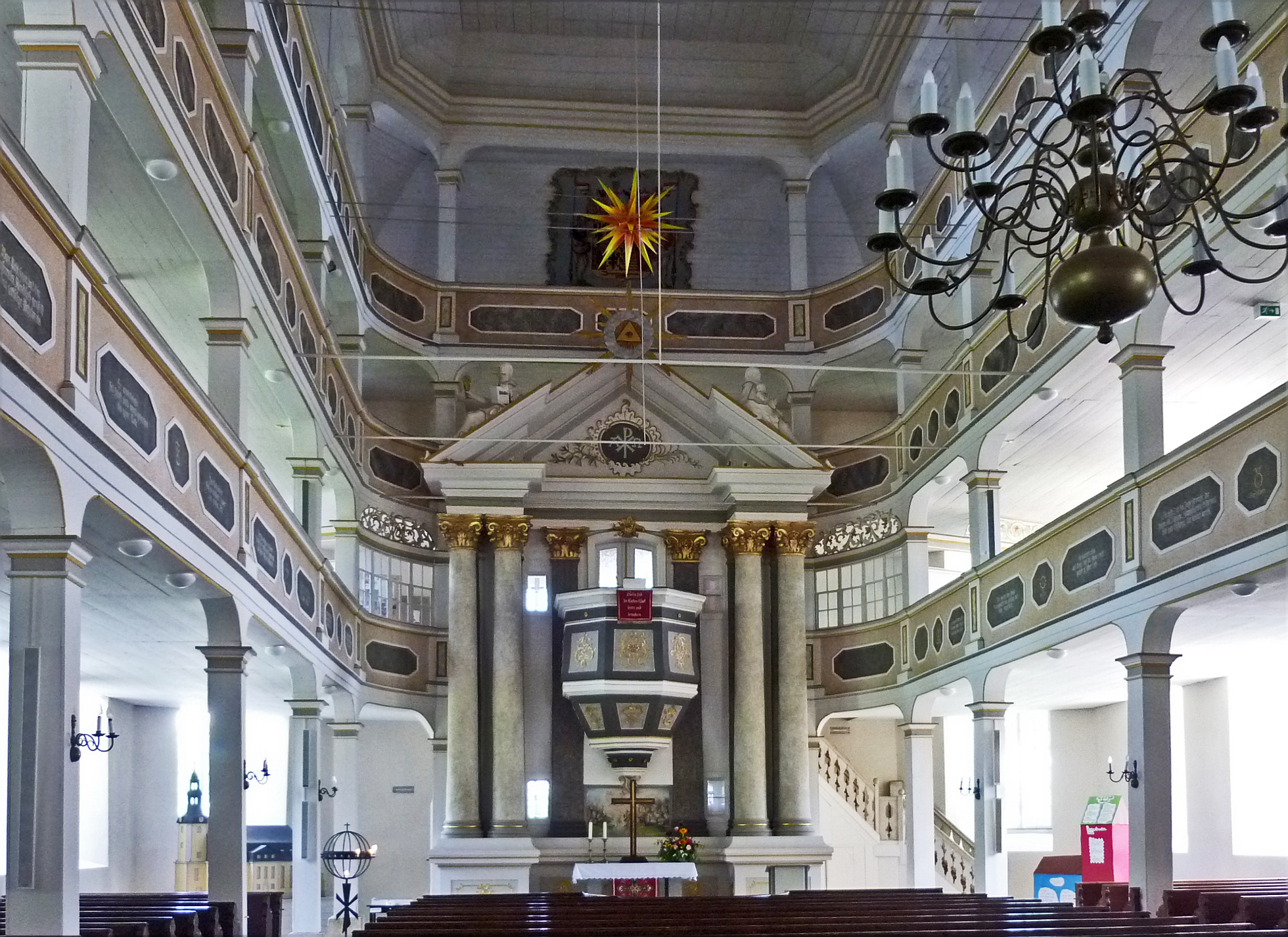
Interieur van dit kerkgebouw
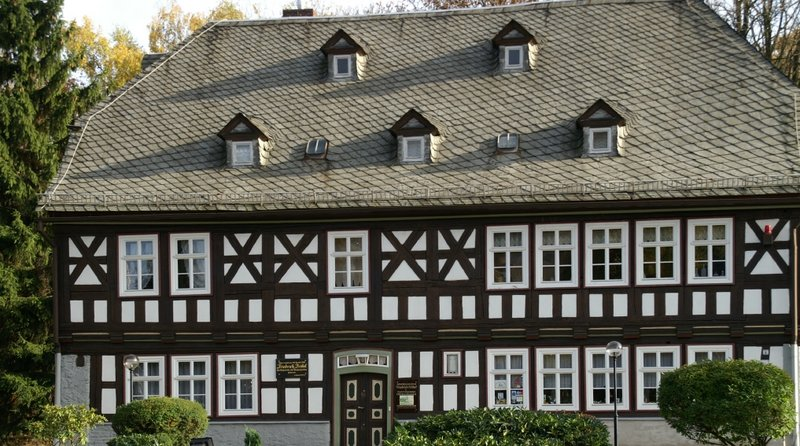
Oberweißbach, geboortehuis van Friedrich Fröbel, tevens museum
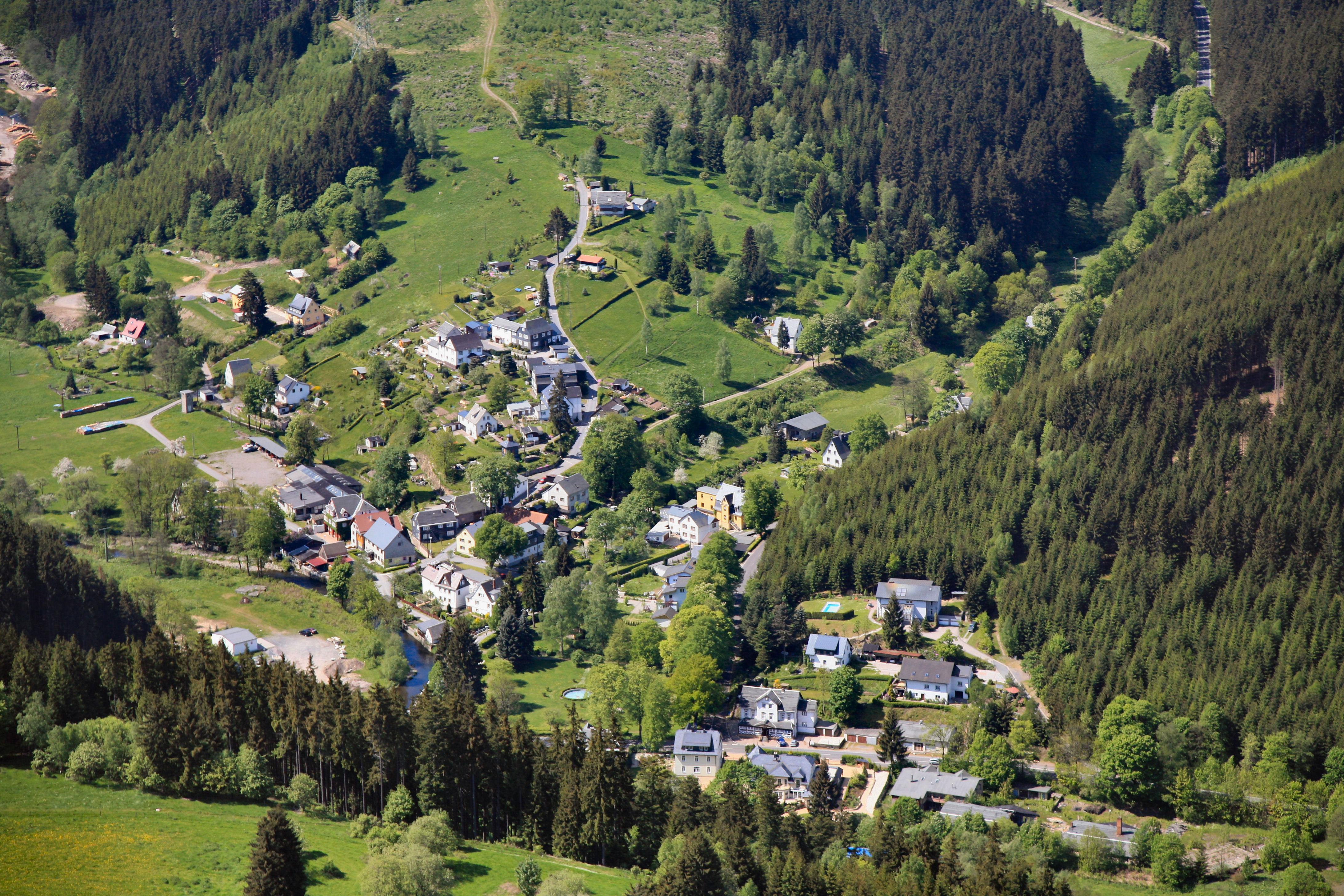
Gezicht op Schwarzmühle
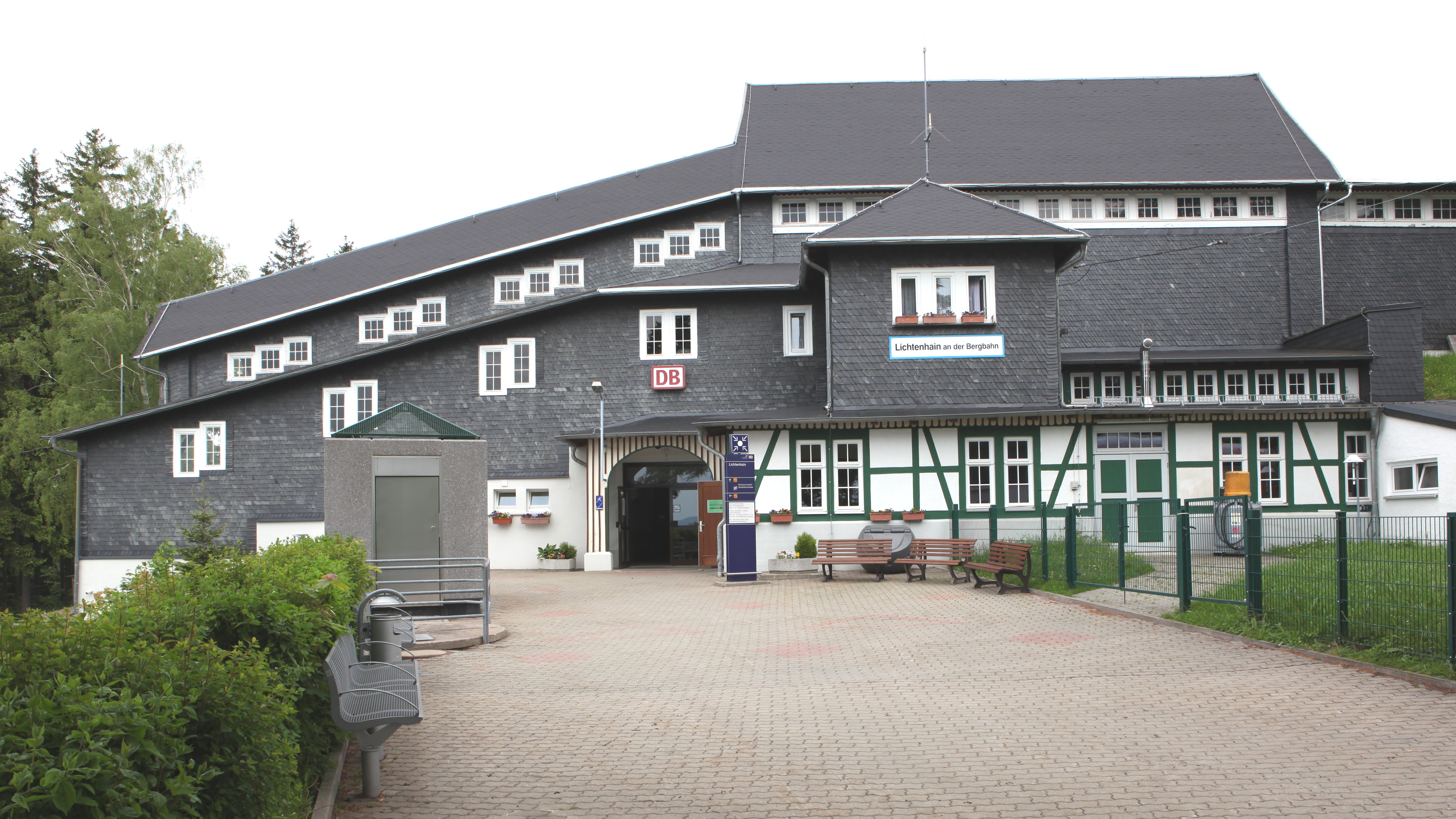
Station Lichtenhain/Bergbahn
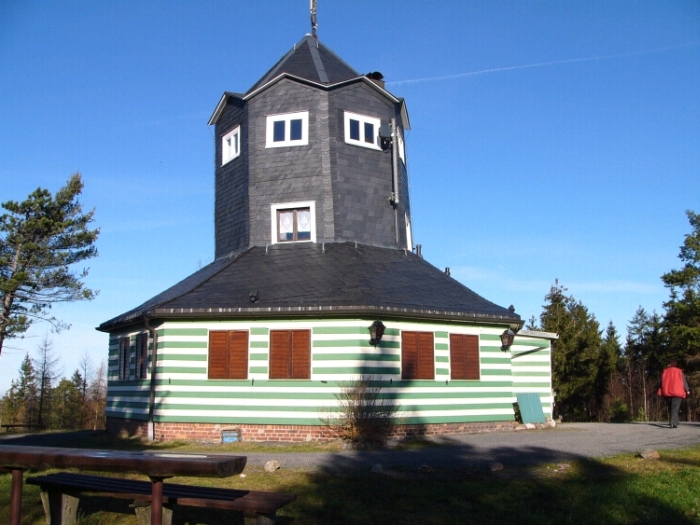
Torentje op de bergtop Meuselbacher Kuppe
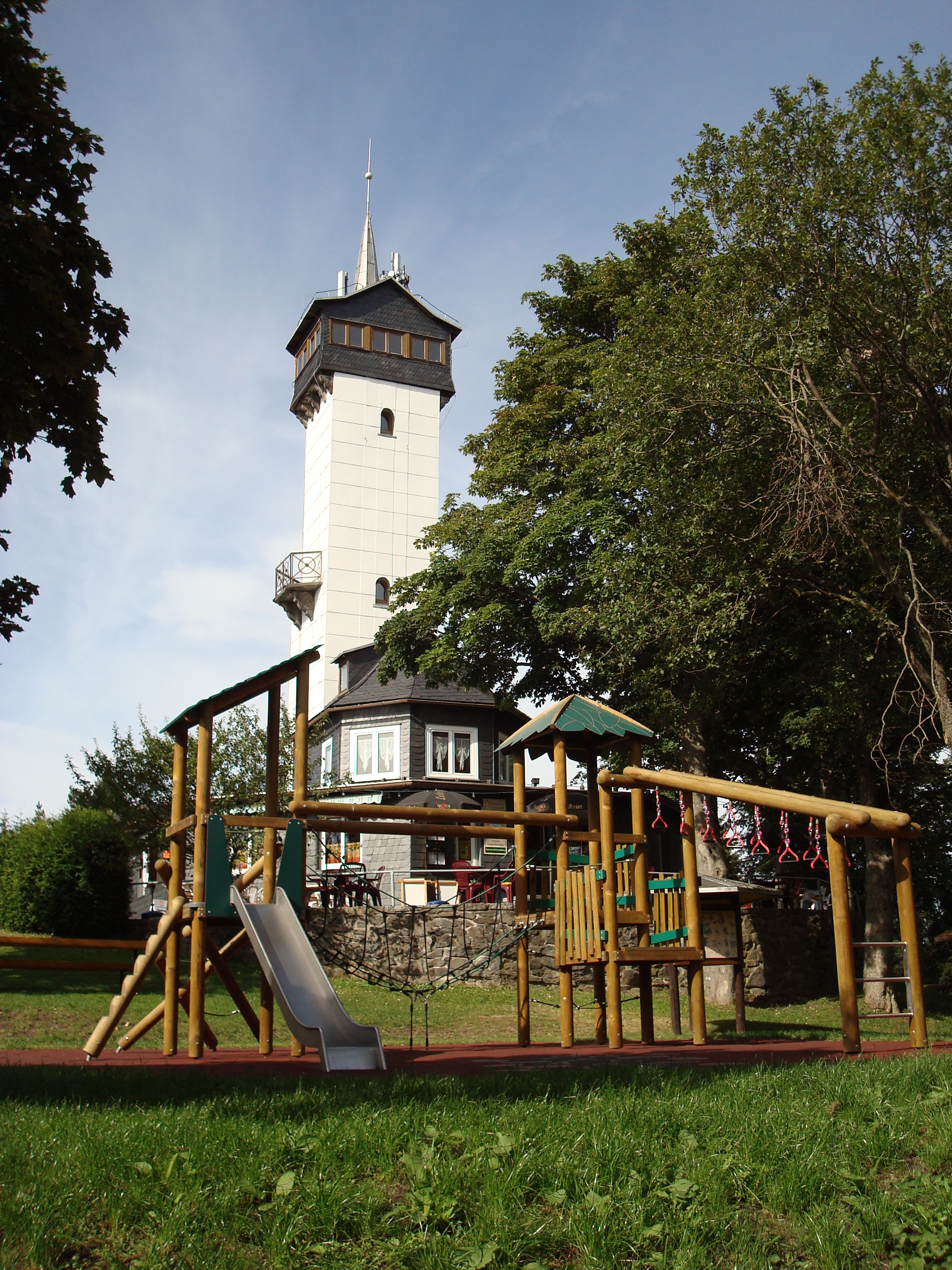
Uitzichttoren Fröbelturm

Allendorf ·
Altenbeuthen ·
Bad Blankenburg ·
Bechstedt ·
Cursdorf ·
Deesbach ·
Döschnitz ·
Drognitz ·
Gräfenthal ·
Hohenwarte ·
Katzhütte ·
Kaulsdorf ·
Königsee ·
Lehesten ·
Leutenberg ·
Lichte ·
Meura ·
Piesau ·
Probstzella ·
Rohrbach ·
Rudolstadt ·
Saalfeld/Saale ·
Schwarzatal ·
Schwarzburg ·
Sitzendorf ·
Uhlstädt-Kirchhasel ·
Unterweißbach ·
Unterwellenborn